# Masoud Kamran
Masoud Kamran (persisch مسعود کامران; * 16. Oktober 1999 in Kaschan) ist ein iranischer Hürdenläufer, der sich auf die 110-Meter-Distanz spezialisiert hat.

## Sportliche Laufbahn
Erste internationale Erfahrungen sammelte Masoud Kamran im Jahr 2022, als er bei den Islamic Solidarity Games in Konya in 13,74 s den fünften Platz über 110 m Hürden belegte. Im Jahr darauf wurde er bei den Hallenasienmeisterschaften in Astana in der ersten Runde über 60 m Hürden disqualifiziert und 2024 verpasste er bei den Hallenasienmeisterschaften in Teheran mit 7,89 s den Finaleinzug. Im Mai siegte er in 13,81 s über 110 m Hürden bei den Westasienmeisterschaften in Basra. Im Jahr darauf belegte er bei den Asienmeisterschaften in Gumi in 13,82 s den siebten Platz.
In den Jahren 2021 und 2022 sowie 2024 und 2025 wurde Kamran iranischer Meister im 110-Meter-Hürdenlauf.

## Persönliche Bestleistungen
- 100 m Hürden: 13,62 s (+1,5 m/s), 28. Mai 2025 in Gumi
  - 60 m Hürden (Halle): 7,89 s, 17. Februar 2024 in Teheran

## Sexueller Übergriff
Im Juni 2025 wurden Masoud Kamran und Amir Moradi, der Trainer der iranischen Leichtathletik-Nationalmannschaft, zusammen mit Hossein Rasouli während der Asienmeisterschaften in Gumi, Südkorea, wegen des Verdachts auf sexuellen Übergriff auf eine 20-jährige Koreanerin festgenommen. Berichten zufolge trafen die drei Männer die Frau in einer Bar, brachten sie in ein Hotel in der Nähe des Athletendorfs und sollen sie dort sexuell missbraucht haben. Die südkoreanische Polizei nahm sie nach der Anzeige am Tatort fest. Die Ermittlungen dauern an.